# 张华荣
张华荣（1958年3月16日—），江西南昌人，中华人民共和国企业家，华坚集团董事长，被称为“中国女鞋教父”。2018年，被评为改革开放40年百名杰出民营企业家。